# Stictotarsus alpestris
Stictotarsus alpestris är en skalbaggsart som beskrevs av Dutton och Angus 2007. Stictotarsus alpestris ingår i släktet Stictotarsus och familjen dykare. Inga underarter finns listade i Catalogue of Life.